# Thomas Lee Judge
Thomas Lee Judge, född 12 oktober 1934 i Helena, Montana, död 8 september 2006 i Chandler, Arizona, var en amerikansk demokratisk politiker. Han var guvernör i delstaten Montana 1973-1981.
Judge gick i skola i Helena. Han avlade 1957 sin grundexamen i journalistik vid University of Notre Dame och fortsatte sedan sina studier i företagsekonomi vid University of Louisville. Han startade därefter ett public relations-företag.
Judge var ledamot av Montana House of Representatives, underhuset i delstatens lagstiftande församling, 1961-1967. Han var ledamot av delstatens senat 1967-1969 och viceguvernör i Montana 1969-1973.
Judge vann guvernörsvalet i Montana 1972. Han omvaldes 1976. Han kandiderade till en tredje mandatperiod som guvernör men förlorade i demokraternas primärval inför guvernörsvalet 1980 mot viceguvernören Ted Schwinden. Judge förlorade guvernörsvalet 1988 mot republikanen Stan Stephens.
Judge var katolik. Hans grav finns på Resurrection Cemetery i Helena.